# Anton Bolinder
Anton Bolinder (* 3. Juni 1915 in Los; † 7. Dezember 2006) war ein schwedischer Leichtathlet. 
Nachdem Bolinder 1934 und 1944 Zweiter bei der schwedischen Meisterschaft im Hochsprung geworden war, gewann er 1946 mit 1,98 Meter seinen ersten Meistertitel. In seinem ersten internationalen Einsatz gewann er überraschend bei den Europameisterschaften 1946 in Oslo. Mit einer persönlichen Bestleistung von 1,99 Meter sprang er drei Zentimeter höher als der britische Favorit Alan Paterson. 
1948 wurde Bolinder erneut schwedischer Meister und sprang 1,93 Meter, damit hatte er die Qualifikation für die Olympischen Spiele 1948 geschafft. Er trat aber in London nicht an; sein Landsmann Göran Widenfeldt, der im Vorfeld 1,97 Meter gesprungen war, wurde als bester Schwede Neunter mit 1,90 Meter.